# Zagorni
Zagorni - Загорный (rus) - és un poble (un possiólok) de l'óblast de Bélgorod, a Rússia. El 2016 tenia 2 habitants. Pertany al districte (raion) de Gubkin.